# Schiedamse Vest
De Schiedamse Vest is een straat in het centrum van Rotterdam, die het Vasteland verbindt met de Witte de Withstraat, de Schilderstraat en de Westblaak.
In de 16e eeuw begon men met graven van een vest vanaf de Binnenweg tot en met het Vasteland. Ten westen van deze vest werd in 1608 een weg aangelegd en met bomen beplant. Al snel werd deze weg de Schiedamsesingel genoemd. Het gedeelte tussen de Binnenweg en de Witte de Withstraat werd omstreeks 1900 gedempt en in 1940 volgde het resterende gedeelte. Vanaf 1949 heette de straat bij gemeentelijk besluit officieel Schiedamse Vest. Het deel tussen de Westblaak en de Binnenweg maakt deel uit van de Coolsingel.
De Schiedamse Vest is voornamelijk bestemd voor lokaal verkeer. Doorgaand verkeer maakt gebruik van de parallel lopende Schiedamsedijk. Het is ook de straat waar het voormalige bank- en kantoorgebouw van de Rotterdamsche Hypotheekbank is gevestigd.

## Fotogalerij

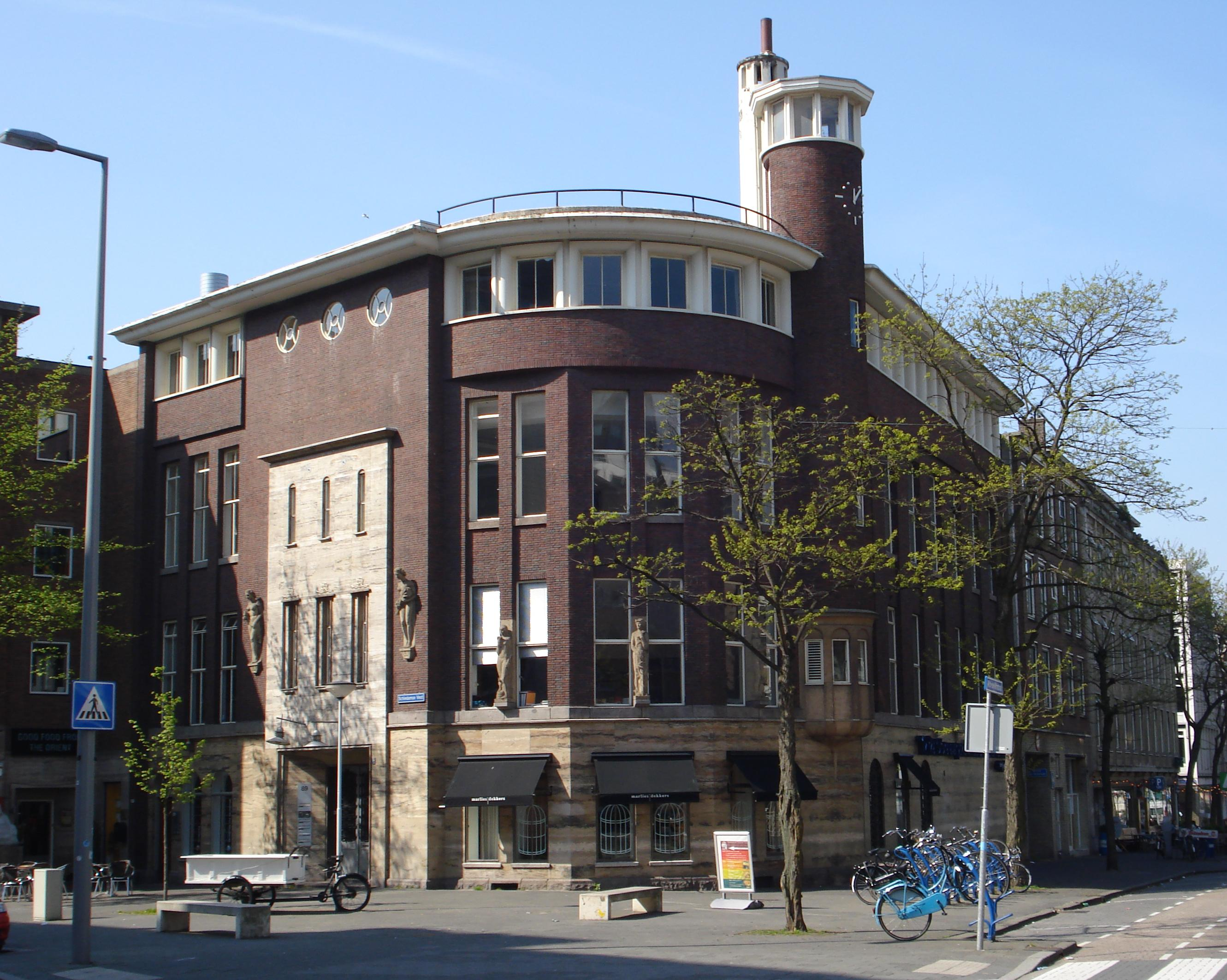
Voormalige bank- en kantoorgebouw van de Rotterdamsche Hypotheekbank op de hoek Schiedamse Vest - Witte de Withstraat (rijksmonument).
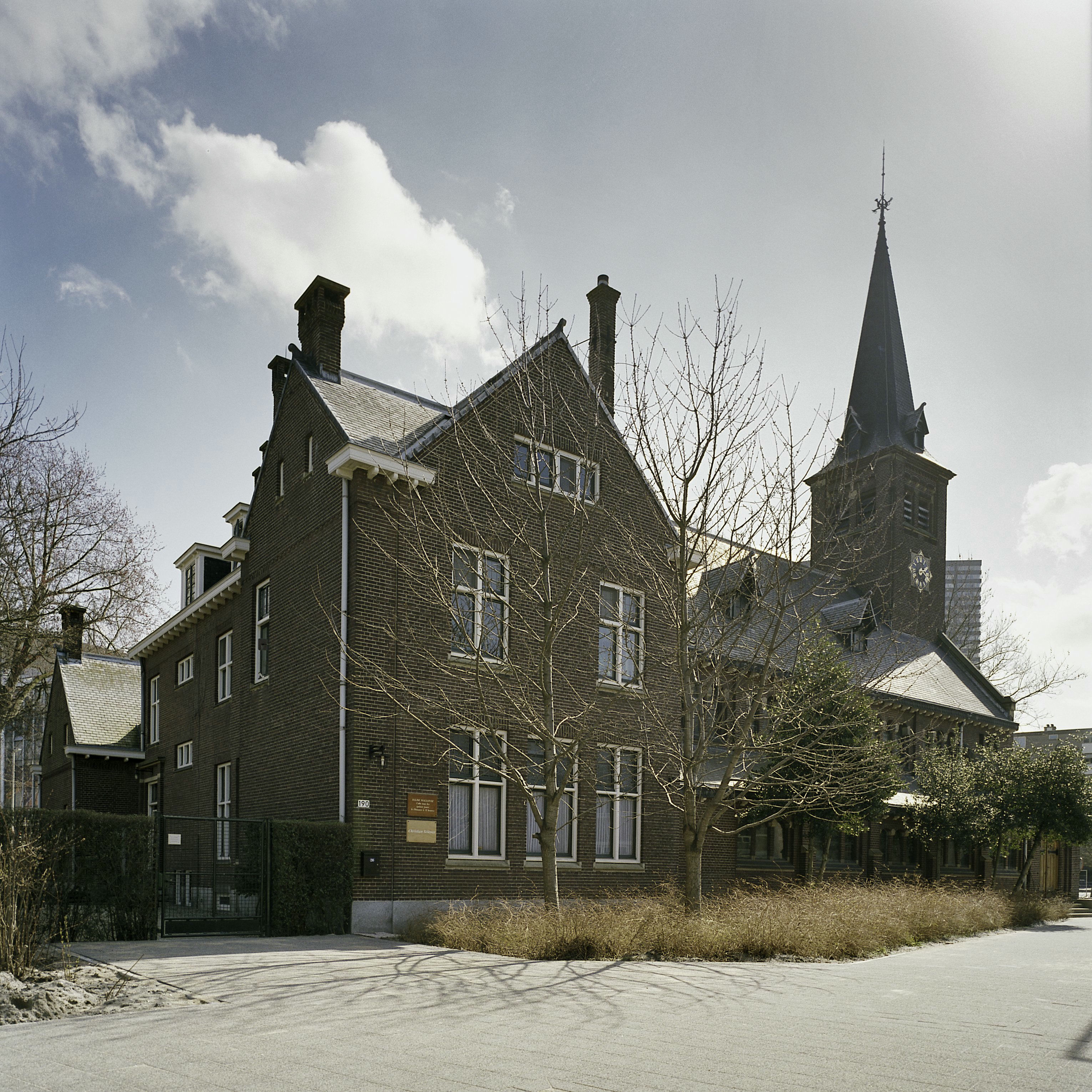
Waalse kerk aan de Schiedamse Vest (rijksmonument).
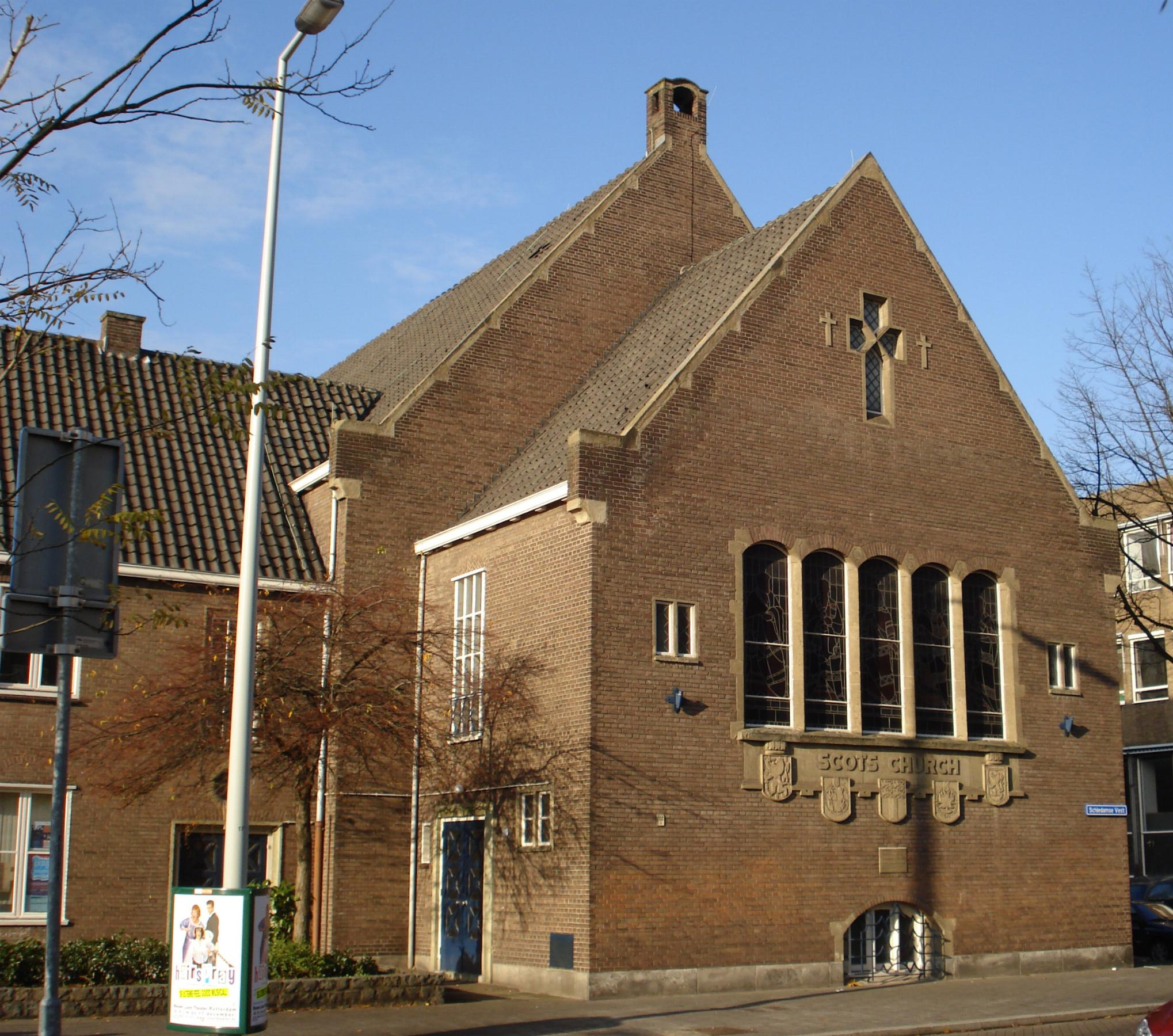
Schotse kerk aan de Schiedamse Vest.
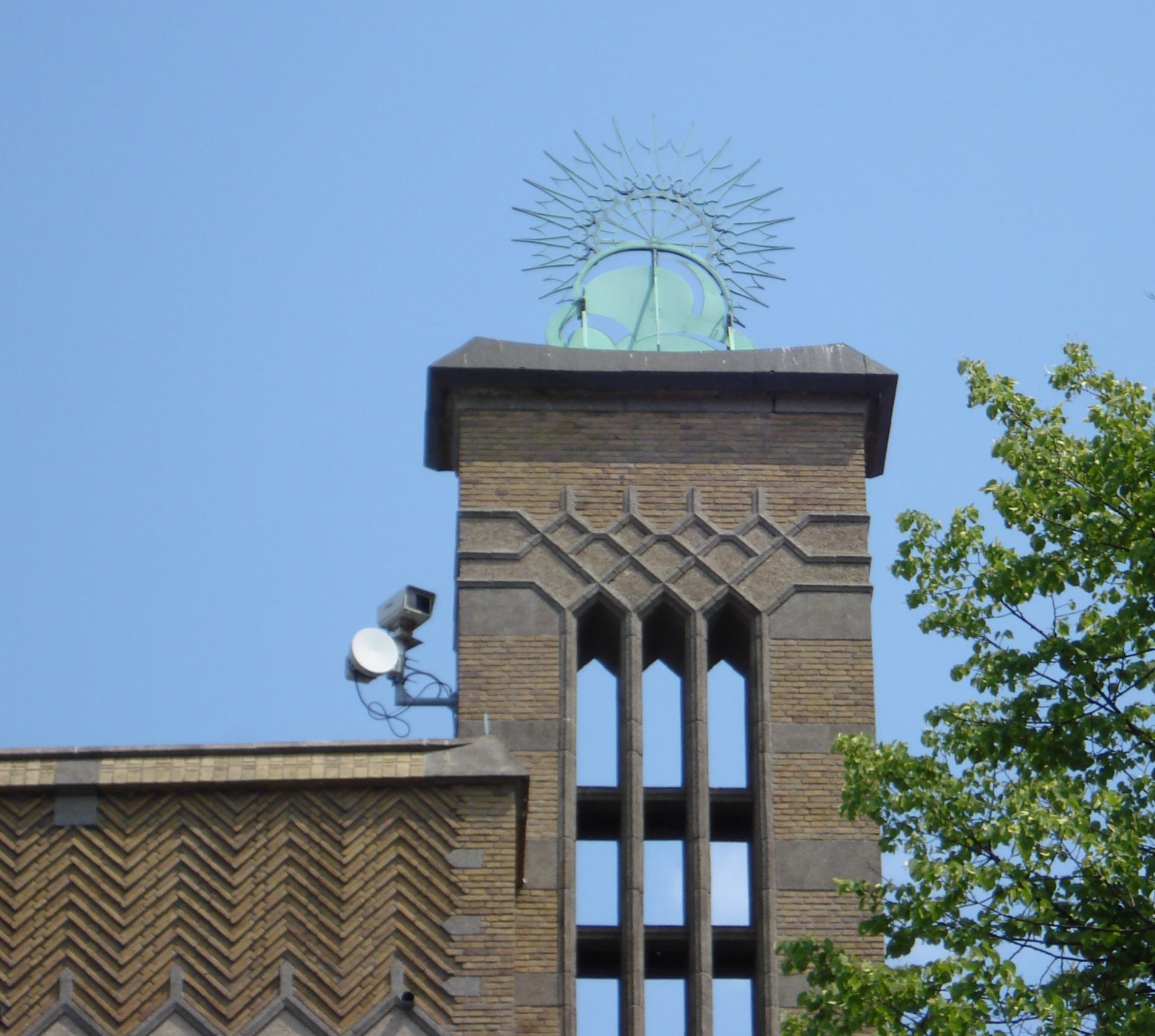
Oogziekenhuis aan de Schiedamse Vest.
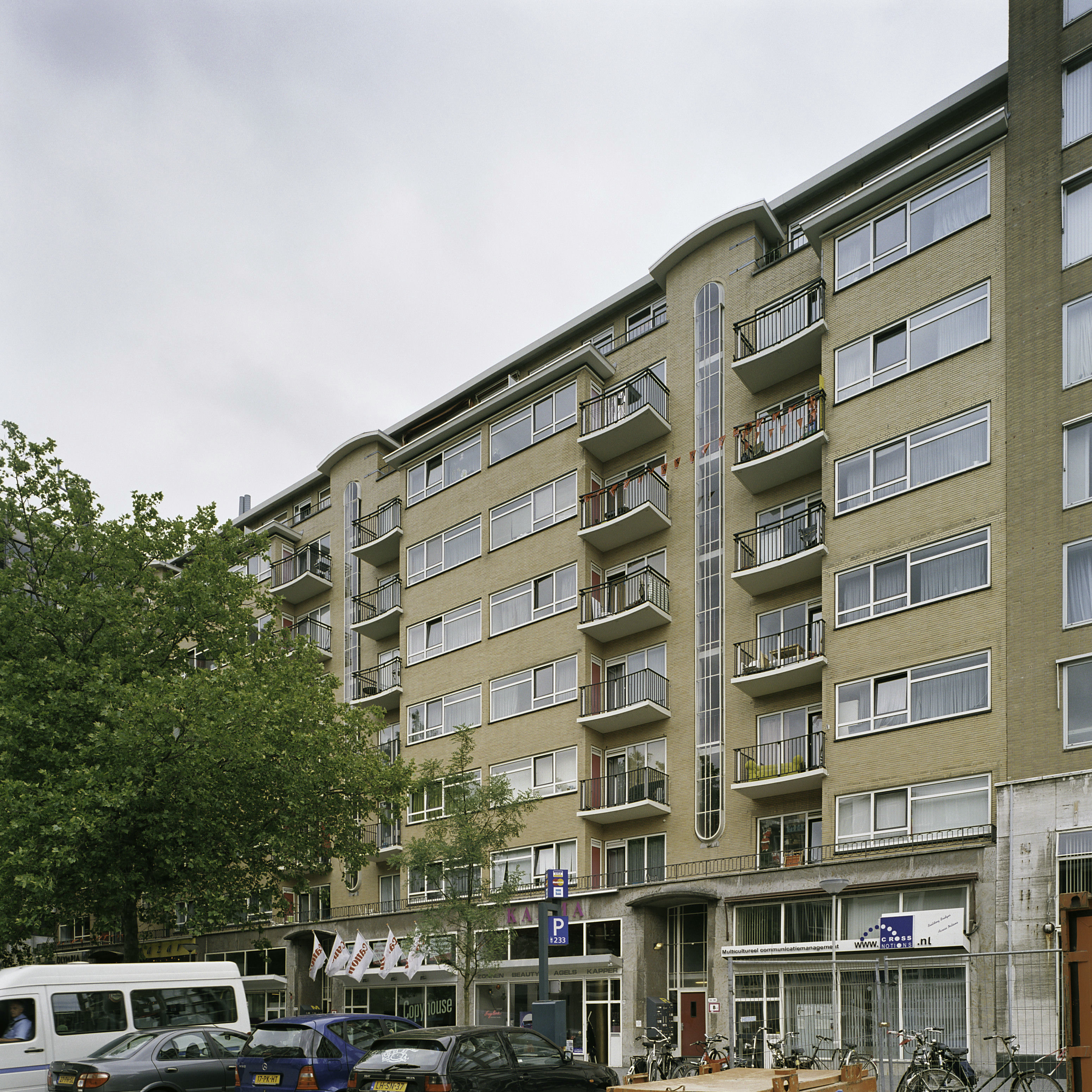
Woonflat met winkels aan de Schiedamse Vest (rijksmonument).

Admiraal de Ruyterweg ·
Admiraliteitskade ·
Aert van Nesstraat ·
Baan ·
Batavierenstraat ·
Beukelsdijk ·
Beursplein ·
Beurstraverse ·
Binnenweg ·
Binnenwegplein ·
Binnenrotte ·
Blaak ·
Boezemweg ·
Boompjes ·
Bosland ·
Botersloot ·
Burgemeester van Walsumweg ·
Churchillplein ·
Coolsingel ·
Coolvest ·
Eendrachtsplein ·
Eendrachtsweg ·
Geldersekade ·
Goudsesingel ·
's-Gravendijkwal ·
Haagseveer ·
Henegouwerlaan ·
Hofdijk ·
Hofplein ·
Hoogstraat ·
Jonker Fransstraat ·
Karel Doormanstraat ·
Kipstraat ·
Kolk ·
Koningin Emmaplein ·
Korte Hoogstraat ·
Kruiskade ·
Kruisplein ·
Leuvehoofd ·
Lijnbaan ·
Lombardkade ·
Maasboulevard ·
Mariniersweg ·
Mathenesserlaan ·
Mauritsweg ·
Meent ·
Museumpark ·
Oostmolenwerf ·
Oostplein ·
Oude Binnenweg ·
Parkkade ·
Parklaan ·
Pim Fortuynplaats ·
Plein 1940 ·
Pompenburg ·
Rochussenstraat ·
Saftlevenstraat ·
Schiedamsedijk ·
Schiedamse Vest ·
Schouwburgplein ·
Spaansekade ·
Stadhuisplein ·
Stationsplein ·
Stroveer ·
Van Oldenbarneveltstraat ·
Vasteland ·
Veerkade ·
Weena ·
Westblaak ·
Westerkade ·
West-Kruiskade ·
Westersingel ·
Westplein ·
Willemskade ·
Willemsplein ·
Witte de Withstraat